# 1,8-二氮杂二环［5.4.0］十一碳-7-烯
1,8-二氮杂二环[5.4.0]十一碳-7-烯（DBU）化学式为C9H16N2，是一个有位阻的脒类，具碱性。它在有机合成中用作催化剂、配体及非亲核性碱。
DBU可被從一種名為Niphates digitalis的海綿中分離出來，因此也被視為一種生物鹼。
DBU可以作為環氧樹酯的固化劑；亦可於合成頭胞菌素時作為保護劑；富勒烯-C60的純化中也使用DBU（DBU與C70或更多碳數的富勒烯類化合物反應，但不與C60作用）；合成聚氨酯時亦使用DBU作為催化劑。DBU在脂環族及脂肪族異氰酸酯的反應中也常被用作催化劑。